# Macrhybopsis hyostoma
Macrhybopsis hyostoma är en fiskart som först beskrevs av Gilbert, 1884.  Macrhybopsis hyostoma ingår i släktet Macrhybopsis och familjen karpfiskar. Inga underarter finns listade i Catalogue of Life.